# Elías Hernández
Elías Hernán Hernández Jacuinde (Morelia, 26 aprile 1988) è un calciatore messicano, centrocampista dell'Atlético La Paz.

## Palmarès

### Club

#### Competizioni internazionali
- SuperLiga nordamericana: 1

Monarcas Morelia: 2010
- CONCACAF Champions League: 1

León: 2023

#### Competizioni nazionali
- Primera División de México: 1

Tigres UANL: Apertura 2011

### Nazionale
- Gold Cup: 1

2011

### Individuale
- Squadra della stagione della CONCACAF Champions League: 1

2023